# Bomolochus nitidus
Bomolochus nitidus – gatunek widłonoga z rodziny Bomolochidae. Jest pasożytem ryb morskich. Opisał go w 1911 roku amerykański biolog morski Charles Branch Wilson. Okazy typowe (dwie samice) pozyskano ze skrzeli cefali (Mugil cephalus) złowionych w przybrzeżnych wodach USA w Beaufort w Karolinie Północnej.